# 아르세니 야체뉴크
아르세니 페트로비치 야체뉴크(우크라이나어: Арсеній Петрович Яценюк, IPA: [ɐrˈsɛn⁽ʲ⁾ij peˈtrɔwɪtʃ jɐtseˈnʲuk], 1974년 5월 22일 ~ )는 2014년 2월 27일부터 2016년 4월 14일까지 우크라이나의 총리를 역임했던 우크라이나의 정치인, 경제학자, 변호사이다.
야체뉴크는 2005년에서 2006년 사이 우크라이나 경제부 장관을 역임하며 첫 공직생활을 지냈으며, 직후 2007년에는 우크라이나 외무부 장관을, 2007년에서 2008년 사이에는 최고 라다 의장(국회의장)을 역임했다. 야체뉴크는 우크라이나의 제2당이었던 전우크라이나 연합 "조국"(바트키우시나)의 지도층격 인물이었으며 의회 교섭단체 대표를 역임하기도 했다. 2014년 우크라이나 혁명으로 빅토르 야누코비치가 실각하자 야체뉴크가 우크라이나의 총리를 이어 취임하기도 하였다. 2014년 9월에는 야체뉴크가 바트키우시나에서 분당하여 신당인 인민전선을 창당하였고 2014년 우크라이나 총선에서 82석으로 페트로 포로셴코 블록에 이어 의회 제2당으로 등극하며 승리를 거뒀다.
하지만 총리 취임 이후 '충격요법 정책'으로 급격한 공과금 인상, 연료비 인상, 민영화 정책 등으로 급격하게 국민의 지지도를 잃었으며 2016년 2월 16일에는 우크라이나의 대통령 페트로 포로셴코가 연립내각의 지지를 잃었다며 야체뉴크에게 총리 사임을 요구하였고, 같은 날 우크라이나 의회는 내각이 신임을 잃었다고 보고 야체뉴크 내각 불신임안을 표결하였으나 부결되었다. 2016년 4월 10일 야체뉴크 총리는 4월 12일 총리직에서 사퇴할 것이라고 의회에 발표하였다. 4월 14일에는 야체뉴크를 이을 신임 우크라이나 총리로 볼로디미르 흐로이스만이 뽑혔다.

## 정계 입문 이전 생애
야체뉴크는 1974년 5월 22일 소련 우크라이나 소비에트 사회주의 공화국(우크라이나 SSR) 체르니우치에서 태어났다. 아버지인 역사학자 페트로 이바노비치 야체뉴크는 체르니우치 대학 역사학부 교수였으며 이후 역사학과 부학장이 되었다. 모친인 마리아 그리고리에브나 야체뉴크는 오랫동안 고등학교 프랑스어 교사로 근무했으며 이후 체르니우치 대학 외국어학부 프랑스어학과에서 근무하고 있다. 야체뉴크는 러시아어와 영어를 구사할 수 있을 뿐 아니라 루마니아어도 어느 정도의 지식을 가지고 있다.

### 가계
야체뉴크는 본인이 우크라이나인 민족 혈통이며, 우크라이나 그리스 가톨릭교회의 신도라고 말하고 있다. 부분적으로는 야체뉴크 가문이 루마니아인 혈통도 지니고 있다. 야체뉴크의 조상 중 한 명이 체르니우치 인근 지역으로 이주한 루마니아인이다. 일부 자료에서는 야체뉴크가 루마니아-우크라이나-유대계 가문이라고 주장하기도 한다. 하지만 우크라이나의 최고 랍비인 야키우 블라이흐는 "야체뉴크는 유대계 가문이나 유대 혈통이 아니다"라고 말했다. 또한 안나 루드니츠카야는 "(야체뉴크의) 가설적인 유대인설은 확정된 것이 아니다"라고 말했다.

### 학업
1992년 야체뉴크는 체르니우치 대학에 입학한 후 학생 로펌을 설립했다. 1996년 체르니우치 대학을 졸업한 후 2001년에는 키이우 국립통상경제대학의 체르니우치 경제무역연구소에 입학했다. 야체뉴크는 법학 학사, 회계 및 감사학 석사 학위와 우크라이나 중앙은행 은행학 아카데미에서 경제학 박사 학위를 수료했다.

### 법학 및 은행가 경력
1992년 12월부터 1997년 9월까지 야체뉴크는 체르니우치에 본사를 둔 로펌인 유레크 Ltd.의 사장을 역임했다. 1998년 1월부터 2001년 9월까지는 키이우에 본사를 둔 아발 은행에 근무했다. 2003년 11월부터 2005년 2월까지는 우크라이나 국립은행에서 총재 세르히 티히프코 아래 국립은행 부총재로 역임했다. 티히프코가 총재에서 물러나자 야체뉴크가 중앙은행 총재가 되었다.

## 정계 이력

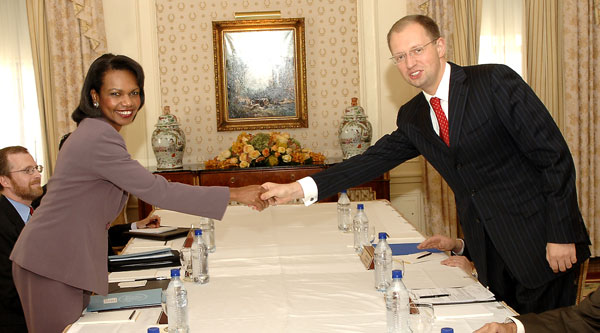
2007년 9월 23일, 우크라이나의 외무장관 아르세니 야체뉴크와 미국의 국무장관 콘돌리자 라이스가 회담을 가진 모습.

아르세니 야체뉴크는 2001년 9월부터 11월까지 크림 자치 공화국 경제장관 권한대행을, 같은 해 11월부터 2003년 1월까지 공식적인 크림 자치 공화국 경제장관을 맡았다.
오데사주의 주지사로 바실 추슈코가 임명되자 추슈코는 야체뉴크에게 오데사 부주지사직을 맡았으며 2005년 3월 9일부터 9월까지 부주지사직을 재임했다. 2005년 9월 27일부터 2006년 8월 4일까지는 예하누로우 내각에서 경제부 장관직을 재임했다. 경제부 장관 시절 야체뉴크는 우크라이나의 세계무역기구(WTO) 가입 논의를 주도했다. 우크라이나-유럽 연합 위원회 위원장도 맡았다.
2006년 9월 20일부터는 우크라이나 대통령실의 부비서실장과 우크라이나 내각의 대통령대표에 재임하였다.
당시 우크라이나의 대통령 빅토르 유셴코에게 외무장관직을 제안받았다. 2007년 3월 21일 의회 표결에서 재석 450명 중 426표의 찬성으로 선출하였으나 그 과정에서 우크라이나 의회가 볼로디미르 오흐리즈코 선임안을 두 번이나 부결시켰다.

### 의회 의장 시절
2007년 9월 30일 열린 조기 총선거에서 야체뉴크는 우리 우크라이나-인민 자위 블록 소속으로 출마하여 블록 비례명부 3번으로 당선되었다. 2007년 12월 3일에는 율리아 티모셴코 블록과 우리 우크라이나-인민 자위 블록의 연합으로 수립된 민주 연합에서 최고 라다 의장 후보로 지명되었다. 12월 4일 야체뉴크는 의회 의장으로 선출되었다. 야체뉴크는 의회 의장에서 유일하게 입후보하였으며 타 야당은 전부 불참한 상태에서 민주연합에서 총 227표를 얻었다.
2008년 9월 우크라이나 내 정치 위기가 고조되자 2008년 9월 17일 야체뉴크는 의회 의장 사임을 표명했다. 2008년 11월 11일 야당인 지역당이 해임 건의 투표를 열었으나 의회 개표위원회는 야체뉴크의 사임 표결을 무효로 처리했다.
11월 12일 총 226명의 필요 정족수에서 233명의 의원이 야체뉴크 사임건 승인에 표결하면서 야체뉴크의 최고 라다 의장 사임이 정식으로 승인되었다. 표결은 국회법에 규정된 비밀 투표가 아닌 의회의 공개 투표 시스템을 이용해 진행했다. 야체뉴크는 의장 해임 직후 기자회견에서 "국가의 변화를 위해 신 정치세력을 구상할 것"이라고 말했다.
2008년 11월 21일 우크라이나의 대통령 빅토르 유셴코는 야체뉴크를 우크라이나 국가안전보장 및 국방위원회에서도 해임하였다.

### 2010년 대통령 선거

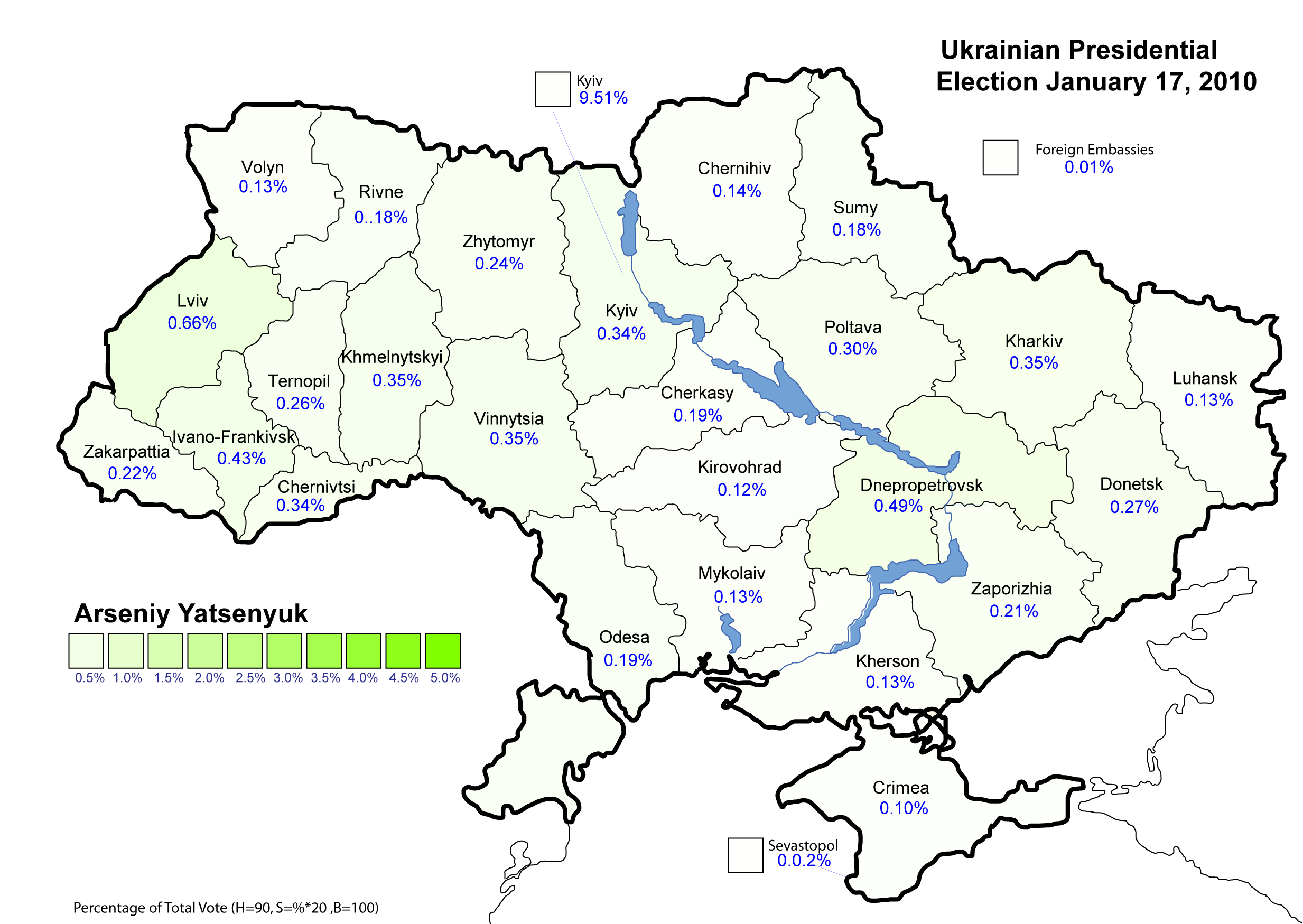
2010년 우크라이나 대통령 선거 1차전 당시 아르세니 야체뉴크의 지역별 득표율. 야체뉴크의 당시 총 득표율은 6.69%였다.

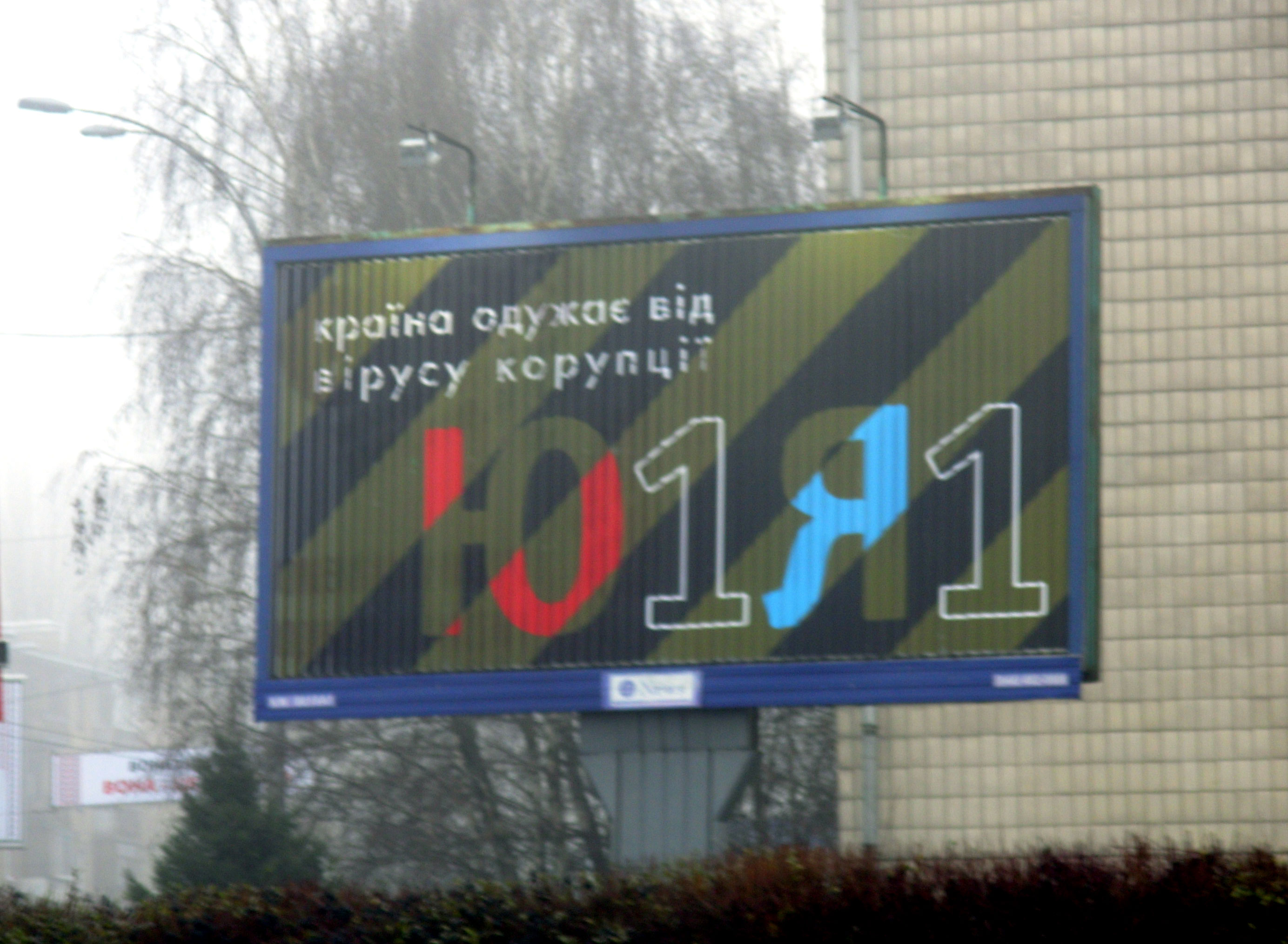
2009년, 키이우에 걸린 야체뉴크의 대선 포스터.

2008년 12월 6일 야체뉴크는 대중운동 변화전선을 기반으로 새 정당을 창당하겠다고 발표했다. 2009년 2월 4일 우크라이나의 잡지인 덴과의 인터뷰에서 당대 정치인들과 어떠한 동맹관계도 없다고 말했다. 야체뉴크는 우크라이나의 당시 대통령 빅토르 유셴코와 정치적 차이가 거의 없는 정치적 복제품이라 불리기도 했다. 2008년 연말에 시행한 여론 조사에서는 야체뉴크의 신당이 우크라이나의 총선에서 봉쇄 조항에 해당하는 지지율 3%를 넘을 것이라는 결과가 나왔다.
2009년 4월 5일 야체뉴크는 차기 대선에서 우크라이나 대통령 후보에 출마한다고 발표했다. 선거 기간 대통령 후보였던 세르히 라투슈냐크는 야체뉴크가 유대계 혈통을 가졌다고 공격했으며, 야체뉴크를 "우크라이나에서 권력을 장악한 도둑들을 성실하게 섬기고 있으며 우크라이나 대통령직을 가지기 위해 범죄자금을 사용"하고 있는 "유대인 무뢰배"라고 공격하였다.
2010년 대선 당시 야체뉴크 선거 캠프가 사용한 선거 자금은 약 6천만에서 7천만 달러로 추정된다. 2009년 6월 말 우크라이나에서 야체뉴크 홍보 광고판이 처음 등장했을 때 이전까지 야체뉴크의 이미지는 "젊은 리버럴"이었으나 광고에서는 상명하복의 군대식 지도자로 묘사되었다. 일부 정계 분석가들은 이런 이미지 전환이 선거 운동에 도움이 되지 않았다고 주장한다. 2010년 1월 13일 야체뉴크는 인터뷰에서 자신의 선거 운동에서 약 8천만 흐리우냐를 사용했으며, "내 광고 포스터의 수는 다른 정적들보다 10배는 적다"라며 선거 예산에서 사용한 자금 대부분은 주로 텔레비전 출연에 사용한 것이라고 말했다.
대선 이후 야체뉴크는 의회가 자신의 일을 방해한다며 최고 라다를 해산해야 한다고 말했다. 또한 2009년 11월 율리아 티모셴코 블록과 지역당은 사실상 한몸처럼 움직였다고 주장했다.
2009년 11월 말 야체뉴크는 고위 정치직을 위해 "표를 협상 재료로 사용하는 것"에는 관심이 없다고도 말했다.
2010년 2월 21일 새로 당선된 빅토르 야누코비치 대통령은 우크라이나의 총리 후보에 세르히 티히프코, 야체뉴크, 지역당 의원 미콜라 아자로우 3명을 제시했다. 하지만 2010년 3월 9일 우크라이나 의회가 야체뉴크가 줄곧 반대했던 무소속 의원이 의회 교섭단체 뿐 아니라 개인적으로 연립여당에 합류할 수 있도록 하는 개정안이 통과되자 야체뉴크는 새 내각에서 어떤 고위직도 맡지 않겠다고 선언하며 총리 후보를 거절하였다. 야체뉴크는 역으로 "연립내각을 억지로 구성하러는 국회의원의 비헌법적 시도는 정치 위기와 국가 위기를 심화시킬 것이다"라며 조기총선을 요구했다. 또한 야체뉴크는 우크라이나 공산당과의 연립내각에서 절대로 총리를 할 수 없다고 말했다. 2010년 3월 야체뉴크는 아자로프 내각에 대항하는 그림자 내각을 수립했으며, 역시 아자로프 내각과 적대적인 율리야 티모셴코 블록도 그림자 내각을 수립하였다. 2010년 4월 야체뉴크는 변화전선의 당수로 추대되었으며, 대중조직 변화전선도 공식적으로 정당으로 들어갔다.

### 당대표 시절

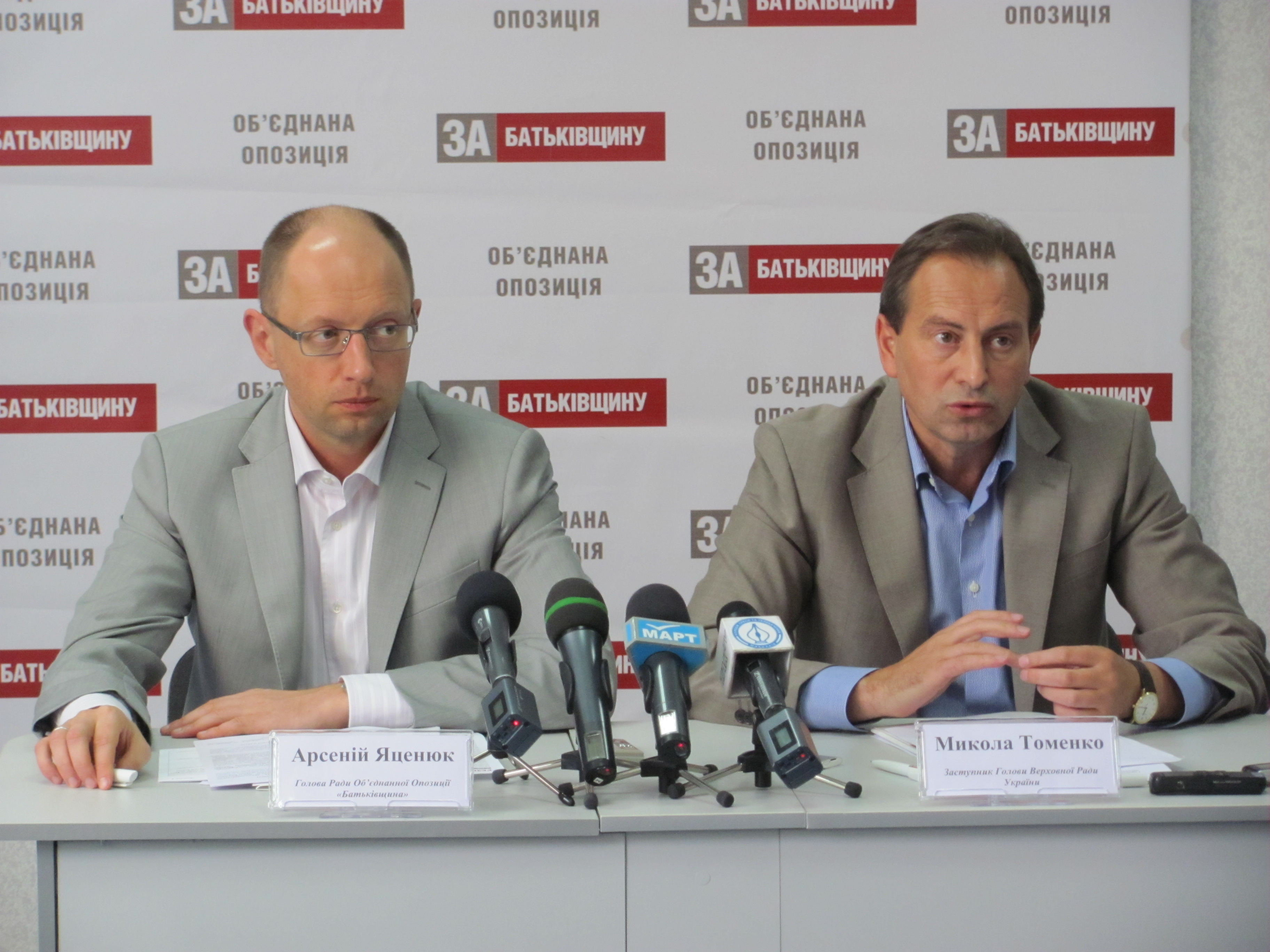
2012년 6월 30일, 미콜라이우에서 미콜라 토멘코와 아르세니 야체뉴크가 합동기자회견을 가진 모습.

2012년 10월 열린 우크라이나 총선에서 야체뉴크는 전우크라이나 연합 "조국"의 정당명부에 들어갔다. 2012년 4월 야체뉴크는 "변화전선은 현존하며 앞으로도 계속 있을 것"이라고 말했지만 같은 달 정당 연합이 단일정당으로 합병의 기반을 둘 수 있음을 언질을 주는 말을 꺼내기도 했다. 결국 4월에는 변화전선의 당수 아르세니 야체뉴크와 바트키우시나의 대표 율리아 티모셴코가 총선에 출마할 합동정당명부를 발표했다. 5월 12일에는 통합 야당 선언을 위한 포럼이 발족되었고 6월 야체뉴크는 바트키우시나의 야당통합위원회 위원장으로 선출되었다.
2012년 7월 야체뉴크 및 변화전선의 기타 의원들은 바트키우시나 정당명부 소속으로 무소속 상태에서 총선에 출마하기 위해 당원자격을 일시 정지시켰다. 2012년 10월 총선에서 변화전선은 "우당"인 바트키우시나와 단일정당 형태로 총선에 참여하였다. 선거에서 비례명부제로 62석(득표율 25.55%)을 얻었고 1인구 지역구 선거에서 39석을 획득하여 총 101석을 차지하는 데 성공했다. 선거 전 바트키우시나의 당수인 율리아 티모셴코가 체포, 투옥되면서 야체뉴크가 비례명단 1순위로 올라섰다. 2012년 12월 12일 의회 원내교섭단체 "조국"(바트키우시나) 교섭단체장에 야체뉴크가 선출되었다.
2013년 6월 4일 변화전선 전당대회에서 만장일치로 당을 해산, 바트키우시나로 합당한다는 결의안이 통과되었다. 2013년 6월 15일 최종적으로 변화전선은 바트키우시나와 합당하였다. 같은 날 바트키우시나에서 열린 전당대회에서는 바트키우시나 당수에 율리아 티모셴코가 선출되었고, 티모셴코의 제안으로 야네츄크가 당의 정치위원회 위원장으로 추대되었다.

### "일어나라, 우크라이나여!" 시위
2013년 3월 14일, 주요 야당들이 우크라이나의 당시 대통령 빅토르 야누코비치의 사임과 조기선거를 요구하며 사회, 경제적 권리르 쟁취한다는 표어의 "일어나라, 우크라이나여!"(우크라이나어: «Вставай, Україно!» 우스타바이, 우크라이노![*]) 시위를 열기 시작했다. 이 반정부 시위는 아르세니 야체뉴크, 올레흐 탸흐니보크, 비탈리 클리치코가 주도하였다.
4월 18일 키이우에서 마지막 "일어나라, 우크라이나여!" 시위가 열렸다. 반정부 시위대는 유럽광장에 집결했다가 소피아 광장까지 행진하였다. 시위에 참여한 야당 지도자인 아르세니 야체뉴크, 올레흐 탸흐니보크, 비탈리 클리츠코는 다음 대통령 선거 2차투표에서 3개 세력이 단일야당후보를 지원하겠다는 합의안이 담긴 야당공동선언문을 발표했다.

### 유로마이단 시위

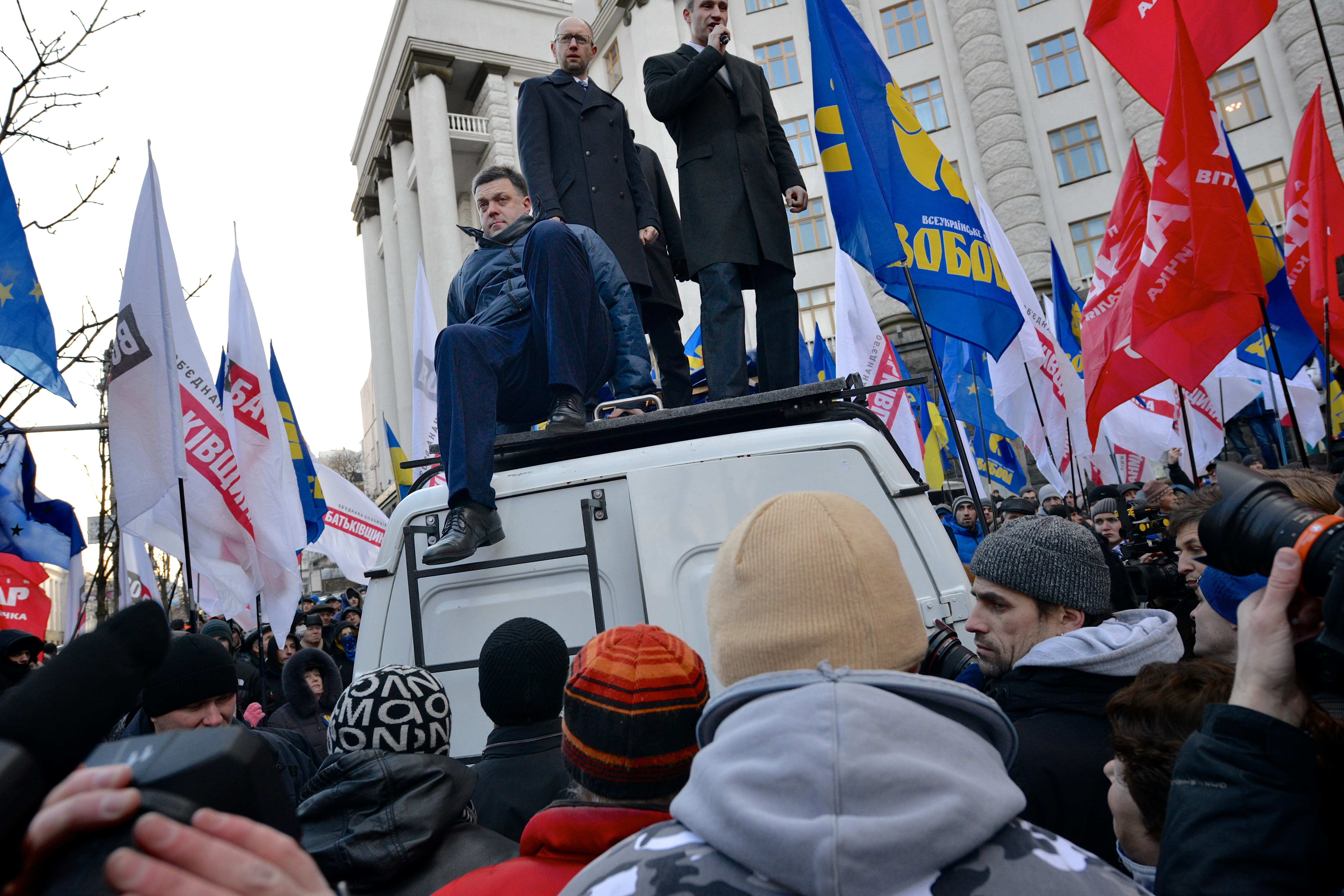
2013년 11월 27일, 야체뉴크, 탸흐니보크, 클리츠코 3명이 시위대 앞에서 연설하고 있는 모습.

2013년 11월 21일, 우크라이나 정부가 우크라이나와 EU와의 연합 협정 서명 준비 과정을 정지하겠다고 선언하자 야체뉴크는 트위터를 통해 #Euromaidan 해쉬 태그를 이용하여 독립광장 시위를 시작했다. 다른 야당 지도자인 비탈리 클리츠코와 함께 시위를 주도하였다.
2013년 12월 20일 야체뉴크는 우크라이나 보안국(SBU)이 "쿠데타를 요구"했다는 상황에 대해 형사 소송에 들어갔다고 발표했다.
2014년 1월 25일에는 야누코비치 대통령이 장기간의 정치 위기를 돌파하기 위해 야체뉴크에게 총리직을 제안했으나 야체뉴크는 시위대의 요구를 전혀 들어주지 않고 있다며 이를 거절했다. 야체뉴크는 "우리는 국민과 서방이 신뢰하는 정부를 구성할 준비가 돼 있다"며 현 정부 관료가 아니라 국민들이 우크라이나의 미래를 결정해야 한다고 주장했다.

### 총리 시절

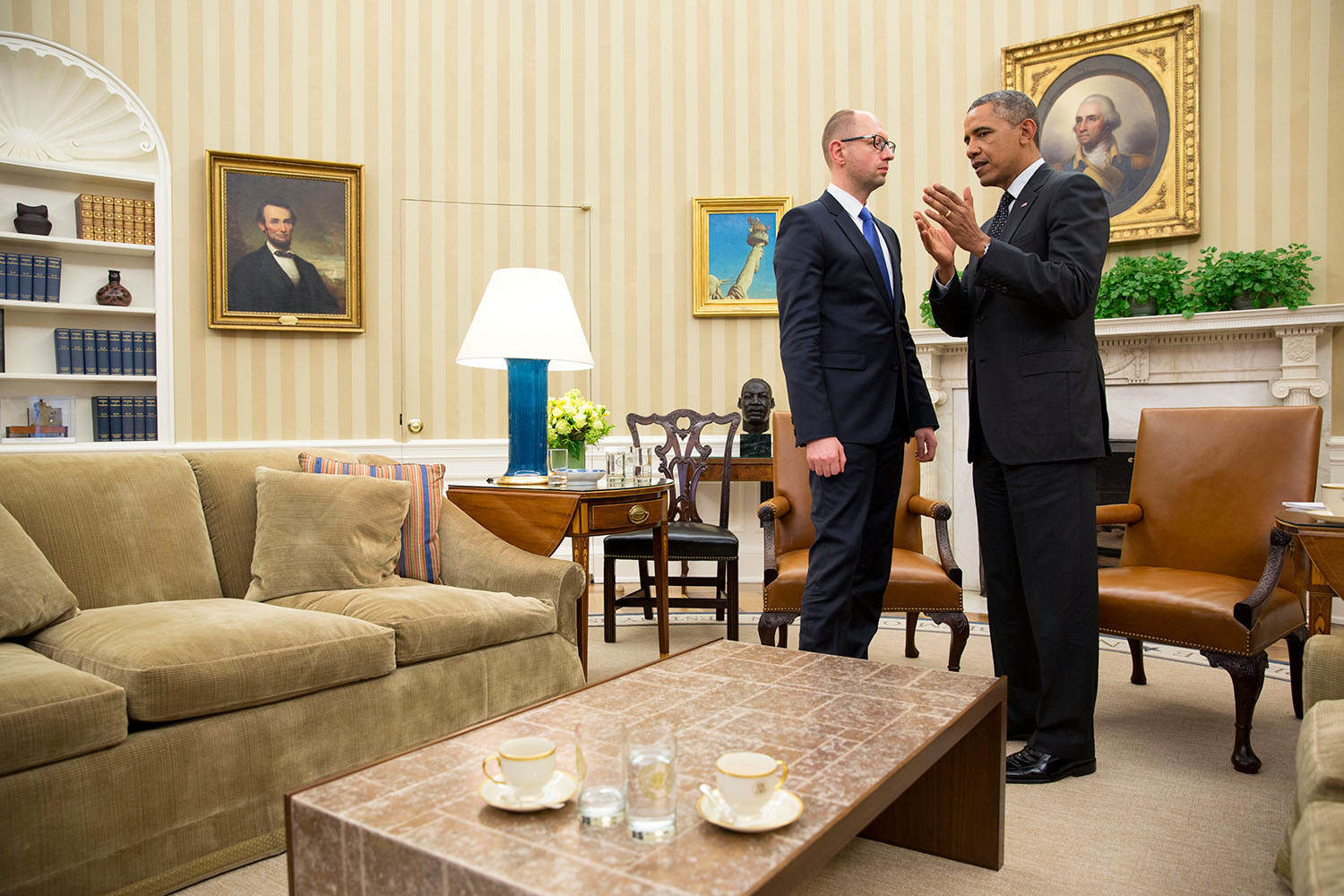
2014년 3월 12일, 미국의 대통령 버락 오바마가 야체뉴크 총리와 오벌 오피스에서 만나 회견을 가진 모습.

2014년 2월 4일, 유튜브에 미국 국무부 차관보 빅토리아 눌런드와 주우크라이나 미국 대사 제퍼리 R. 퍄트가 2014년 1월 28일 나눴던 통화 녹음이 공개되었다. 둘의 전화통화에서 눌런드는 퍄트에게 우크라이나 총리직으로 물망에 오른 야권 인사 3명을 검토하고, 미국 국무부에게는 야체뉴크가 좋다고 말했다. 여기서 눌런드는 "내가 볼땐 야체(뉴크)가 경제 관련 경험, 정치계 경험을 가진 이라고 봅니다. 그에게 필요한 것은 외부에 있는 클리츠코랑 탸흐니보크죠. (야체뉴크는) 일주일에 네 번 정도 그들과 대화해야 한다고 봅니다."라고 말했다. 이에 퍄트는 "다음 단계로 그와 통화하길 원합니까?"라고 말했고, 눌런드는 퍄트에게 다음 단계는 눌런드 자신과 야권 총리 후보 3명과 통화하는 것이며, 퍄트도 이에 참여할 것이라고 말했다. 퍄트는 "당신이 직접 그와 연락하는 것이 세 사람간의 인성 관리에 도움이 될테고 우리를 뒤로 물러나게 만드는 데 더 좋은 기회도 만들 것입니다."라고 말했다.
2014년 우크라이나 혁명으로 우크라이나의 대통령이었던 빅토르 야누코비치가 실각하자 야체뉴크가 새 총리로 지명되어 야체뉴크 내각이 수립되었다. 신정부는 2014년 2월 27일 취임하였다. 야체뉴크의 취임 직후 야누코비치의 실각에 대응해 러시아가 크림반도를 침공하고 나중에는 합병해버리자 야체뉴크 정부는 반러 성향으로 돌아버리게 되었다. 우크라이나 정부의 수장으로 야체뉴크는 크림 위기 사태에 관여했다. 야체뉴크는 자신의 정부가 "카미카제" 임무를 수행중이라고 말했다. 2014년 3월 21일, 우크라이나는 2014년 5월 대통령 선거 이후 체결될 경제적 부문 협정과 함께 유럽 연합과의 정치적 부문 제휴 협정에 서명하였다. 서명 전날 우크라이나 법으로 총리가 당수를 겸임할 수 없다는 조항으로 인해 의회의 여당 교섭단체장은 세르히 소볼레우가 이어받았다.
2014년 7월 24일, 야체뉴크는 총리직에서 즉시 사임하겠다고 발표했다. 이날 오전 야체뉴크 내각을 지지하는 연립정부가 의회에서 군사 예산 증액안과 에너지 문제 규제 법안 통과에 실패하자 전우크라이나 연합 "자유"(스보보다)와 개혁을 위한 우크라이나 민주동맹(UDAR)이 연정 탈퇴를 선언하며 붕괴되었다. 야체뉴크는 의회에서 "역사는 우리를 용서치 않을 것이다. 우리는 어떻게 군인에게 임금을 줄 것이며, 내일 아침 움직일 장갑차에 넣을 연료를 어떻게 보낼 것이며, 군을 위해 가버려서 군인을 잃은 가족들을 어떻게 돌볼 것인가?"라고 말했다. 야체뉴크는 의회의 사임 의사 발표에서 정치인들이 예산 삭감에 관여하는 것을 전혀 원하지 않고 "국가의 이익보다 정치적 이익을 우선"해서 연립내각이 붕괴되었으며, 이는 "도덕적이며 윤리적인 범죄"라고 비판했다. 하지만 지지자들과 반대론자 모두 정권 교체를 받아들이기에는 위험성이 너무 크다는 의견이 많아 야체뉴크의 사임안은 의회에서 공식적으로 받아들이지 않았고, 다음날 열린 표결에서도 논의를 진행하지 않았다. 대신 의원들은 7월 31일 다음 회기를 열어 표결하기로 결정하였다.
사임 의사 발표 직후 7월 25일 야체뉴크 내각은 지역정책부총리 및 지역개발건설, 주택, 공공시설부장관인 볼로디미르 흐로이스만을 총리 권한대행에 임명하였다. 다만 야체뉴크는 페트로 포로셴코 대통령 및 교섭단체장들과의 논의 끝에 부결된 안건을 임시회기에 다시 제출하기로 합의하였다. 그와 동시에 세금인상안은 약간 수정하여 재벌과 가스회사의 부담을 덜기로 합의하였다. 7월 31일 열린 야체뉴크 사임안 표결에서 의원 450명 중 16명만이 찬성에 표결하면서 사임안이 부결되었고, 부결되었던 법안들은 통과되었다.

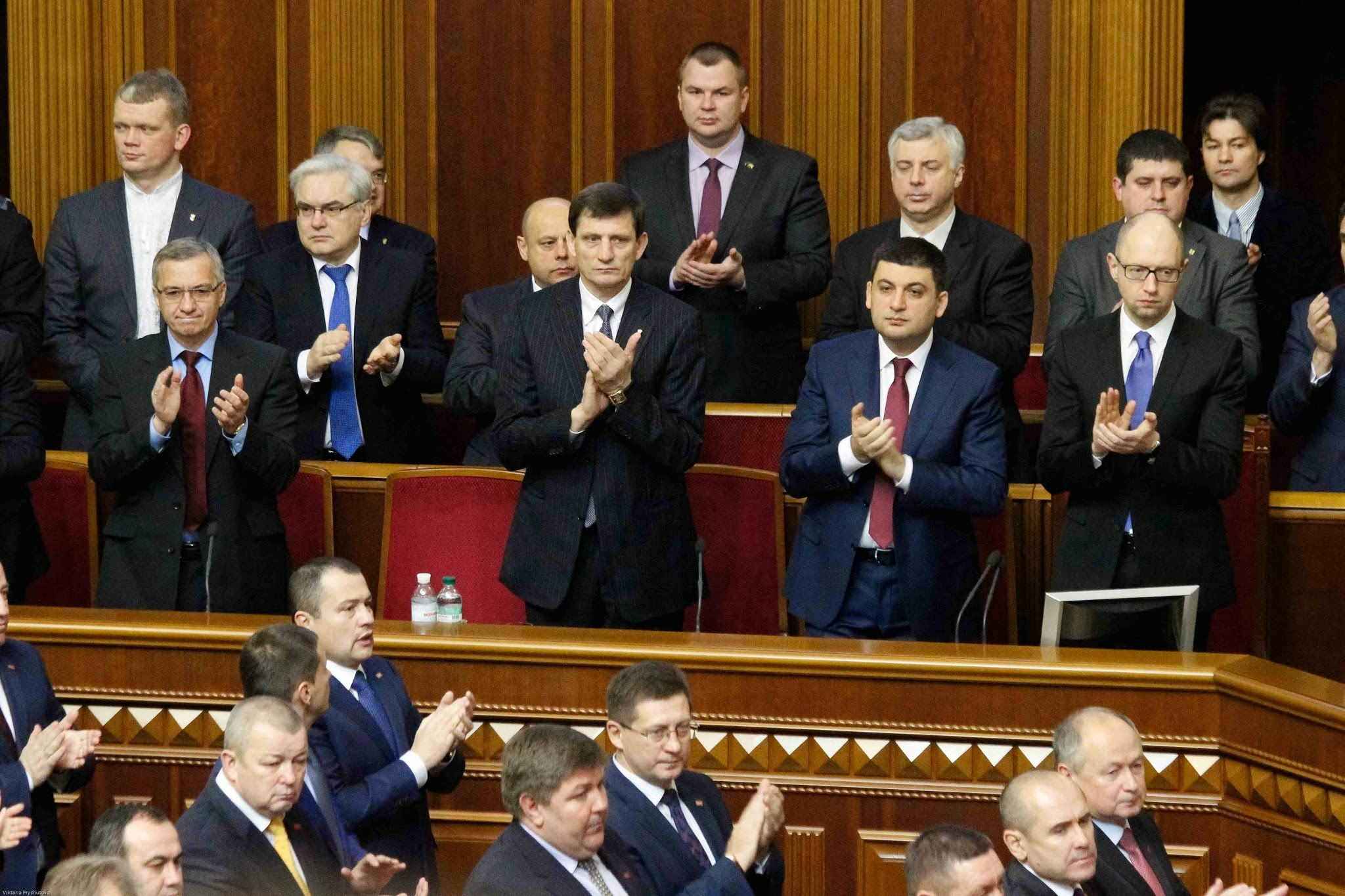
2014년 11월 27일 우크라이나 의회 개원식과 총리 임명식에 참여한 여당 지도자들. 가운데 오른쪽 끝에서 일어서 있는 사람이 야체뉴크 총리이다.

2014년 9월 야체뉴크는 바트키우시나 당내에서 총선을 앞두고 정당명부 1순위에 자신을 올리는 안건을 반대로 무산시키자 반발하여 올렉산드르 투르치노우 등의 동료를 이끌고 집단 탈당, 인민전선을 창당하였다. 2014년 우크라이나 총선에서 인민전선은 82석을 얻었다. 총선 이후 첫 회기인 2014년 11월 27일 야체뉴크는 341표의 찬성표로 총리에 재임하며 야체뉴크 제2내각이 수립되었다.
야체뉴크 신내각이 수립되자 2015년도 예산안에 "우크라이나식 충격요법"을 도입하기로 발표하였다. 정부행동계획에서 2년 안에 대규모 공과금 인상, 사회복지제도 대폭 축소, 무상의료 철폐, 대규모 민영화, 공무원 10% 감축 등을 주장하였다. 야체뉴크 총리는 디폴트를 막고 재정위기를 돌파하기 위해 대규모 개혁을 진행하겠다고 밝혔으나 야당 외에도 연립내각 내에서도 격렬한 반대가 나왔다. 또한 시장가격으로의 정상화를 위하여 가스, 휘발유, 난방 가격 인상을 가속화해야 한다고 주장했다. 2014년 11월의 24%와 비교하여 2015년 6월 사회조사단 "RATING"에서는 인민전선의 지지율이 2.7%로 떨어졌다. 동시기에 키예프 여론조사회에서 이뤄진 지지율 조사에서는 인민전선의 지지율이 1.6%로 급락하였다. 우크라이나 정치학자들은 위에서 언급한 여러 세금 인상과 공공시설 요금, 기름값 인상으로 야체뉴크 내각을 향한 비판이 많아지고 야체뉴크와 그의 인민전선 당 지지율이 급락했다고 분석했다.
2015년 6월 28일, 야체뉴크는 10년 안에 우크라이나가 천연가스를 100% 자급하고 러시아의 가스 의존 상태에서 벗어나야 한다고 말했다. 7월 7일에는 여러 국영 가스 및 석유 회사를 통합해 이호르 콜로모이스키의 수직계열 회사로 통합해야 한다고 주장했다.
2015년 8월 RATING이 시행한 조사에서 야체뉴크의 정부 지지자는 2014년 연말 13%와 비교해 1%로 매우 폭락했다. 지지자 대부분은 오데사주에 있었다. 하지만 페트로 포로셴코 블록 "연대"(BPP) 당수 유리 루첸코는 야체뉴크 총리의 대안이 전무하다고 말했다.
2016년 2월, 경제부 장관인 아이바라스 아브로마비추스가 내각이 부패 척결을 위한 진정한 의지가 없다며 사임을 표하면서 야체뉴크 내각의 붕괴와 야체뉴크 총리의 실각의 신호탄이 쏘아올려졌다. 2월 16일 페트로 포로셴코 대통령은 야체뉴크에게 총리직에 사임할 것을 요청했고 같은 날 우크라이나 의회는 야체뉴크 내각이 신임을 잃었다고 보고 야체뉴크 내각 불신임안을 표결하였으나 부결되었다. 2월 17일과 18일 양일에 바트키우시나와 자조당이 야체뉴크 내각의 연립내각에서 탈퇴하겠다고 발표하면서 연립내각은 내각 구성에 필요한 최소 의원 226명에서 5명 모자란 상태가 되었다. 4월 10일 야체뉴크 총리는 의회에서 4월 12일 총리직에 사임할 것이라고 발표했다. 하지만 이날 야체뉴크의 인민전선과 페트로 포로셴코 블록이 신내각 구성 합의에 실패하면서 총리 사임안 표결이 실시되지 않았다. 4월 14일 야체뉴크 총리 사임안이 회부되었고 390명 중 257명의 찬성으로 통과되면서 신임 총리에 볼로디미르 흐로이스만이 임명되었고 흐로이스만 내각이 수립되었다. 야체뉴크는 "오늘 이것이 국가를 수호하는 유일한 방법"이라고 말하면서 야체뉴크의 인민전선당도 페트로 포로셴코의 연립내각에 계속 참여하겠다고 밝혔다.
사임 직전 4월 13일 우크라이나 대검찰청은 야체뉴크가 300만 달러의 뇌물수수 의혹을 제기하며 수사하겠다고 발표했지만, 이후 증거 부족으로 기소되지 않고 무혐의로 종결되었다.

### 총리 사임 이후
총리 사임 이후에도 인민전선의 당수로 활동을 이어나가고 있다.
2017년 8월 야체뉴크는 에스프레소 TV의 소유사인 골브베리 LLC의 지분 30%를 확보했다.
러시아의 우크라이나 침공 직전인 2021년~2022년 러시아-우크라이나 위기 당시 야체뉴크는 러시아가 "가장 큰 위협"이라며 볼로디미르 젤렌스키의 위기 대응을 비판하였다.

## 정치적 성향
야체뉴크는 러시아어가 우크라이나의 제2공용어가 되는 것을 원하지 않는 입장이다.
야체뉴크는 우크라이나의 유럽 연합 가입을 지지한다. 이는 유럽 연합 가입이 "[높은 수준의] 교육, 의료, 연금, 고용, 자유, 신기술, 진보를 의미하기 때문"이라고 주장한다. 2009년 말 야체뉴크는 유럽 연합과의 관계를 두고 우크라이나가 유럽 연합 국가들과 무비자 여행 체제를 갖춰야 한다고 주장했다. 2012년 4월 20일에는 야체뉴크가 유럽 연합은 우크라이나가 "완전한 민주주의가 되돌아오고 자유롭고 공정한 선거가 치러지며, 우크라이나 내 반대파의 정치적 탄압이 중단될 때까지" 연합 제휴 협정에 서명하지 않을 것이라고 말했다.
반대로 야체뉴크는 우크라이나의 유라시아 관세동맹 가입에 반대한다. 야체뉴크는 "우크라이나가 관세동맹에 가입한다는 것은 조금 다른 형태와 이름으로 소련을 복원한다는 것을 의미한다. 하지만 이는 결국 우크라이나가 새로운 러시아 제국의 일부가 된다는 것을 의미한다. 우리는 역사를 알고 있다. 그 시기를 겪어봤고 다시는 돌아가고 싶지 않다."라고 말했다. 2013년 8월 21일 야체뉴크는 "러시아는 어떤 이유에서든 새로운 베를린 장벽의 건축가가 될 것이다. 러시아의 설계대로라면 우크라이나와 유럽 연합 사이에 장벽을 세워버릴 것이다."라고 말했다.

## 참고 문헌
- “Verkhovna Rada deputies' thoughts about Yatsenyuk” (우크라이나어). Novyi Region 2. 2014년 2월 1일에 원본 문서에서 보존된 문서. 2022년 3월 16일에 확인함.